# Freie-Partie-Europameisterschaft der Junioren 1976/77

Logo CEB (ausrichtender Verband)

Die Freie-Partie-Europameisterschaft der Junioren 1977 war das 1. Turnier in dieser Disziplin des Karambolagebillards und fand vom 26. bis zum 29. Mai 1977 in Vichy statt. Die Meisterschaft zählte zur Saison 1976/77.

## Geschichte
Erster Junioren-Europameister in der Freien Partie wurde der Niederländer Jan Arnouts vor dem Essener Norbert Ohagen und dem Luxemburger Fonsy Grethen.

## Modus
Gespielt wurde in einer Finalrunde „Jeder gegen Jeden“ bis 300 Punkte. Es wurden prolongierte Serien gewertet.
1. MP = Matchpunkte
2. GD = Generaldurchschnitt
3. HS = Höchstserie

## Finalrunde
| MP    | Match Points (Sieger = 2; Unentschieden = 1; Verlierer = 0) |
| Pkte. | Erzielte Karambolagen                                       |
| Aufn. | Benötigte Versuche                                          |
| GD    | Generaldurchschnitt                                         |
| BED   | Bester Einzeldurchschnitt eines Spielers                    |
| HS    | Höchstserie                                                 |
|       | Bester GD des Turniers                                      |
|       | Bester ED des Turniers                                      |
|       | Beste HS des Turniers                                       |
|       | 1. Platz (Gold)                                             |
|       | 2. Platz (Silber)                                           |
|       | 3. Platz (Bronze)                                           |

| Platz                      | Name           | MP   | Pkte | Aufn. | GD    | BED    | HS  |
| -------------------------- | -------------- | ---- | ---- | ----- | ----- | ------ | --- |
| 1                          | Jan Arnouts    | 14:0 | 2100 | 52    | 40,38 | 100,00 | 296 |
| 2                          | Norbert Ohagen | 10:4 | 1799 | 59    | 30,49 | 150,00 | 278 |
| 3                          | Fonsy Grethen  | 10:4 | 1886 | 112   | 16,83 | 27,27  | 198 |
| 4                          | Stany Buyle    | 8:6  | 1561 | 73    | 21,38 | 50,00  | 275 |
| 5                          | Jos Goverde    | 6:8  | 1391 | 96    | 14,48 | 60,00  | 290 |
| 6                          | Ralf Orwitz    | 4:10 | 1352 | 111   | 12,18 | 42,85  | 192 |
| 7                          | Bart Leys      | 2:12 | 784  | 94    | 8,34  | 9,67   | 122 |
| 8                          | Dany Bell      | 2:12 | 884  | 127   | 6,96  | 8,82   | 47  |
| Turnierdurchschnitt: 16,23 |                |      |      |       |       |        |     |